# ليم فارسي
الليم الفارسي (الاسم العلمي: Citrus × latifolia)، المعروف أيضًا بأسماء شائعة أخرى مثل الليم عديم البذور، وليم بيرس وليم تاهيتي، هو نوع من الحمضيات من أصل هجين، معروف فقط في الزراعة. الليم الفارسي هو هجين بين الليمون البلدي (Citrus × aurantiifolia) والليمون الحامض (Citrus × limon).
على الرغم من وجود أنواع حمضيات أخرى يشار إليها باسم "ليم"، إلا أن الليم الفارسي هو أكثر أنواع الليم المزروعة تجاريًا، ويمثل الحصة الأكبر من الثمار التي تباع على أنها ليم. تتحول الثمرة إلى اللون الأصفر عندما تنضج، ولكنها تباع عالميًا وهي لا تزال خضراء.